# Puertas de París
Las puertas de París corresponden a los diversos puntos de entrada a la capital francesa a través de los sucesivos recintos que la rodeaban. Las más recientes son las vinculadas al recinto de Thiers, que se pueden encontrar en el nombre de las salidas de la carretera de circunvalación.  Las puertas más antiguas se encuentran intramuros.

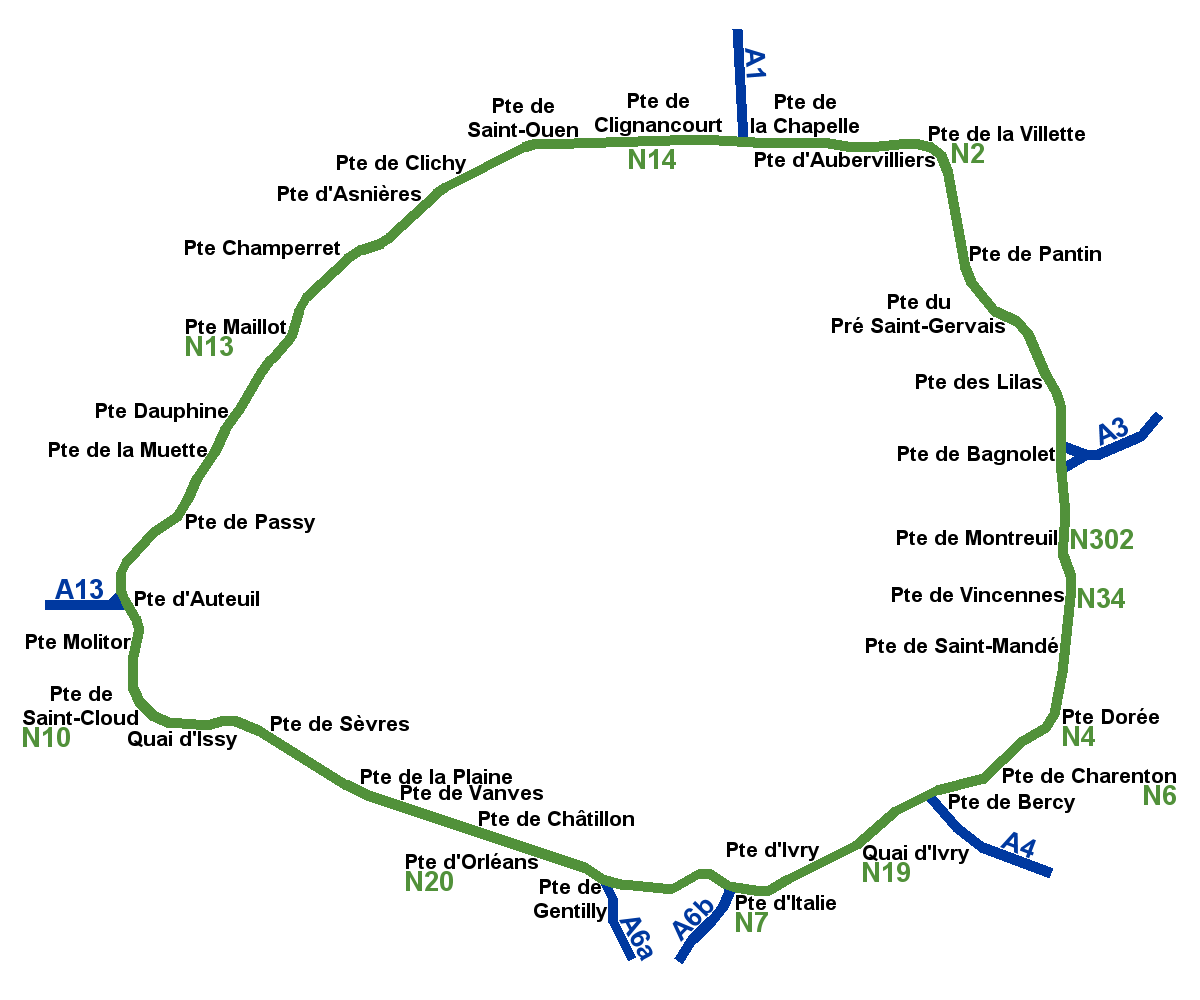
Puertas principales.

## Las puertas de la ciudad de hoy
Para una correspondencia de las puertas con los bulevares de los Alguaciles y las comunas limítrofes, vea la Lista de Bulevares de los Alguaciles y las Puertas de París.
Lista de las puertas y posternas creadas durante la extensión de París en 1860 y que han dejado hoy un rastro en su toponimia, clasificadas en el sentido de las agujas del reloj desde el norte, comenzando en la carretera nacional 1: 

#### Norte-Este
18e éste
Porte de la Chapelle : route nationale 1, autoroute A1
19
Porte d'Aubervilliers : route nationale 301
Porte de la Villette : route nationale 2
Porte de Pantin : route nationale 3
Porte Chaumont
Porte Brunet
Porte du Pré-Saint-Gervais
Porte des Lilas

#### Este
20e
Porte des Lilas
Porte de Ménilmontant
Porte de Bagnolet : autoroute A3
Porte de Montreuil : route nationale 302
12e
Porte de Vincennes : route nationale 34
Porte Jaune
Porte de Saint-Mandé
Porte de Montempoivre
Porte Dorée or "Porte de Picpus"
Porte de Reuilly
Porte de Charenton : route nationale 6
Porte de Bercy : autoroute A4

#### Sur (rive gauche)
13e
Porte de la Gare
Porte de Vitry
Porte d'Ivry
Porte de Choisy : route nationale 305
Porte d'Italie : route nationale 7
Poterne des Peupliers
14e
Porte de Gentilly
Porte d'Arcueil
Porte d'Orléans : route nationale 20
Porte de Montrouge
Porte de Châtillon
Porte Didot
Porte de Vanves
15e
Porte Brancion
Porte de Plaisance
Porte de la Plaine
Porte de Versailles
Porte d'Issy
Porte de Sèvres

#### Oeste
16e
Porte du Point-du-Jour
Porte de Saint-Cloud : route nationale 10
Porte Molitor
Porte de Boulogne
Porte de l'Hippodrome
Porte d'Auteuil : autoroute A13
Porte de Passy
Porte de la Muette
Porte Dauphine
Porte de la Seine
Porte de Madrid
Porte Saint-James
Porte de Neuilly
Porte des Sablons

#### Norte-Oeste
17e
Porte Maillot : route nationale 13
Porte des Ternes
Porte de Villiers
Porte de Champerret
Porte de Courcelles
Porte d'Asnières
Porte de Clichy
Porte Pouchet
18e
Porte de Saint-Ouen
Porte de Montmartre
Porte de Clignancourt : route nationale 14
Porte des Poissonniers